# Rywałdzkie Jezioro
Rywałdzkie Jezioro – przepływowe jezioro rynnowe położone na Kociewiu (powiat starogardzki, województwo pomorskie, Gmina Starogard Gdański), leżące na terenie Pojezierza Starogardzkiego niedaleko Tczewa, w kierunku północno-wschodnim od Starogardu. Z jeziora wypływa rzeka Szpęgawa, łącząca akwen jeziora z jeziorami Szpęgawskim i Zduńskim.

## Dane morfometryczne
Powierzchnia zwierciadła wody według różnych źródeł wynosi od 22,1 ha przez 22,5 ha do 25,9 ha.
Zwierciadło wody położone jest na wysokości 66,2 m n.p.m. lub 67,4 m n.p.m. Średnia głębokość jeziora wynosi 0,8 m, natomiast głębokość maksymalna 1,6 m.

## Hydronimia
Według urzędowego spisu opracowanego przez Komisję Nazw Miejscowości i Obiektów Fizjograficznych (KNMiOF) nazwa tego jeziora to Rywałdzkie Jezioro. W różnych publikacjach i na mapach topograficznych jezioro to występuje pod nazwą Szpęgawskie lub Szpęgawskie Południowe.